# Otto E. Heipertz
Otto Erich Sigismund Heipertz, eigentlich Otto Heipertz, publizierte stets als Otto E. Heipertz (* 2. Dezember 1913 in Düsseldorf; † 22. April 1985 in Bonn), war ein deutscher Diplomat.

## Leben
Otto E. Heipertz war ein Sohn des namensgleichen Juristen Otto Heipertz (1884–1954). Der Vater war zunächst Bürgermeister von Eisleben, dann von 1920 bis 1933 1. Bürgermeister von Neustrelitz und Staatsrat (DVP).
Von 1920 bis 1923 war Heipertz Schüler an der Bürgerschule in Neustrelitz, von 1923 bis 1932 besuchte er das humanistische Gymnasium Carolinum in Neustrelitz und bestand das Abitur mit Auszeichnung. Von 1932 bis Juli 1933 studierte er an den Universitäten Rostock und Berlin Rechtswissenschaft und Staatswissenschaften. Von Juli 1933 bis 1934 war Heipertz als Volontär bei der Mecklenburgischen Friedrich-Wilhelm-Eisenbahn-Gesellschaft tätig. Von 1934 bis 1939 wurde er bei der Erprobungsstelle Rechlin und bei der Heeresversuchsanstalt Peenemünde beschäftigt. Von Mai 1939 bis November 1942 wurde Heipertz beim Reichsluftfahrtministerium eingesetzt. Von 1938 bis Mai 1940 studierte er an der Universität Berlin und wurde Diplom-Volkswirt. Von Dezember 1942 bis 8. Mai 1945 arbeitete Heipertz im Preußischen Staatsministerium in Berlin, wo er im August 1944 zum Regierungsrat befördert wurde.
Von September 1945 bis Februar 1947 wurde Heipertz in der Abteilung Wirtschaft des Magistrats von Groß-Berlin beschäftigt. Von Februar 1947 bis August 1948 wurde Heipertz in der Zweizonen-Wirtschaftsverwaltung von Minden und Frankfurt am Main beschäftigt. Von August 1948 bis 1951 wurde Heipertz als persönlicher Referent von Hinrich Wilhelm Kopf beschäftigt. 1951 wurde Heipertz vom Bundesministerium des Innern besoldet und beim Bundesministerium für Wirtschaft beschäftigt. 1952 wurde er zum Auswärtigen Amt abgeordnet. 1953 trat Heipertz in den Auswärtigen Dienst und wurde zum Legationsrat Erster Klasse befördert. Von 1953 bis 1957 wurde Heipertz in der Abteilung Handelspolitik beschäftigt. Von 1957 bis 1962 war Heipertz Konsul in Kapstadt. Von 1962 bis 1965 war Heipertz in Damaskus akkreditiert. Von 1965 bis 1968 leitete Heipertz ein Referat in der Abteilung Personal des Auswärtigen Amts in Bonn. 1966 wurde Heipertz zum Vortragenden Legationsrat Erster Klasse und Ende 1967 zum Ministerialdirigenten, befördert. Beginnend mit dem Prager Frühling, von Februar 1968 bis 10. Dezember 1973 leitete Heipertz die bundesdeutsche Handelsmission in Prag. Am 11. Dezember 1973 wurde er zum Gesandten Geschäftsträger ernannt und die Handelsmission zur Gesandtschaft aufgewertet.

## Ehrenamtliche Tätigkeiten
Ehrenamtlich hat sich Heipertz für die Landsmannschaft Mecklenburg engagiert: Anfang 1981 gründete er den Kulturkreis Mecklenburg e.V., Sitz Bonn, und wurde zu dessen Vorsitzenden bestellt. Am 20. November 1981 wurde er zum stellvertretenden Vorsitzenden des Stiftungsrates der Stiftung Mecklenburg gewählt. Er arbeitete im Vorstand der Altschülerschaft des Carolinums Neustrelitz und übernahm am 25. Februar 1982 den Vorsitz. Ferner gehörte er von 1981 bis 1983 dem Redaktionsbeirat der von der Landsmannschaft herausgegebenen Zeitschrift „Mecklenburg“ an.

## Ehrungen
- 1968: Verdienstkreuz 1. Klasse der Bundesrepublik Deutschland
- 1977: Großes Verdienstkreuz der Bundesrepublik Deutschland
- Großkreuz des Kgl. Norwegischen St. Olav-Ordens